# Deutscher Minicar Club
Der Deutsche Minicar Club (DMC) ist der deutsche Dachverband für Rennsport mit funkferngesteuerten Modellautos. Der Verein mit Sitz in Ulm ist Mitglied im europäischen Dachverband, der EFRA. Ihm gehören etwa 400 deutsche Vereine und Interessengemeinschaften an.
Gegründet wurde der Verband am 10. März 1971 in Essen als Deutscher Minicart-Club. Im Jahr 1978 aber wurde der Name angepasst. Schon ab 1966 existierte eine Interessengemeinschaft, die dem DMC vorausging. Seine Geschäftsstelle unterhält der Verband in Rellingen.

## Aufgaben
Der DMC gibt jährlich ein Handbuch heraus, in dem er die von ihm beschlossenen technischen und sportlichen Reglements veröffentlicht. Diese Reglements werden jährlich von den Mitgliedern auf einem Sportbundtag verabschiedet.
Zusätzlich vertritt er die Interessen der deutschen Modellsportler gegenüber der EFRA, der IFMAR und der Politik.
Der DMC hat auch die Hoheit über die Vergabe von Prädikaten, wie der deutschen Meisterschaft, und erstellt einen nationalen Veranstaltungskalender.

## Struktur
Geführt wird der Verband von einem Präsidenten, der von einem Vizepräsidenten unterstützt wird.
Regional ist der Verband in fünf Sportkreise gegliedert: Nord, Ost, Süd, West und Mitte. Diese veranstalten die regionalen Sportkreismeisterschaften.
Um die Interessen der speziellen Rennklassen besser vertreten zu können, gibt es im Verband zusätzlich eine Untergliederung in Sparten. Diese lauten wie folgt:
- Verbrenner Glattbahn
- Verbrenner Off-Road
- Großmodelle Verbrenner Glattbahn
- Großmodelle Verbrenner Off-Road
- Elektro Glattbahn
- Elektro Off-Road

Die Sektionen Motorrad und Micropulling haben eine im Handbuch definiertes Reglement, aber keinen eigenen Referenten. Zusätzlich werden in diesen Disziplinen keine offiziellen deutschen Meisterschaften ausgetragen.

## Meister
In allen Sektionen werden seit Gründung des Verbandes Deutsche Meister gekürt. Die ersten Meistertitel wurden in der Sektion Verbrenner Glattbahn im Jahr 1971 vergeben.

### Verbrenner Glattbahn
| Jahr | VG8KL1 (1:8 Sport Kl. 1)      | VG8KL2 (1:8 Sport Kl. 2)        | Tourenwagen 1:10 (VG10SCA) | TW 1:10 Sport (VG10SCASP) | VG8S                 |
| ---- | ----------------------------- | ------------------------------- | -------------------------- | ------------------------- | -------------------- |
| 2022 | Dominic Greiner               | Silvio Piperato                 | Melvin Diekmann            | -                         | -                    |
| 2021 | -                             | -                               | Melvin Diekmann            | Alexander König *         | Markus Friedrich *   |
| 2020 | -                             | -                               | Dominic Greiner            | Arndt Bernhardt *         | Bas Aalders *        |
| 2019 | Toni Gruber                   | Alex Mehl                       | Toni Gruber                | Bernd Hasselbring *       | Pieter Beekman *     |
| 2018 | Dominic Greiner               | David Kröger                    | Dirk Wischnewski           | Bernd Hasselbring *       | -                    |
| 2017 | Dominic Greiner               | Robbin Hertong                  | Tim Benson                 | -                         | -                    |
| 2016 | Michael Salven                | Marco Kruse                     | Dominic Greiner            | -                         | -                    |
| 2015 | Robert Pietsch                | Philipp Kible                   | Dominic Greiner            | -                         | -                    |
| 2014 | Robert Pietsch                | Tom Krägefski                   | Daniel Thiele              | -                         | -                    |
| 2013 | Robert Pietsch                | Patrick Gassauer                | Dirk Wischnewski           | -                         | -                    |
| 2012 | Robert Pietsch                | Torsten Müller                  | Eric Dankel                | -                         | -                    |
| 2011 | Toni Gruber                   | Thilo Tödtmann                  | Michael Salven             | -                         | -                    |
| 2010 | Robert Pietsch                | Klaus Lechner                   | Eric Dankel                | -                         | -                    |
| 2009 | Robin D’Hondt                 | Maximilian Federmann            | Thomas Günsel              | -                         | -                    |
| Jahr | =                             | =                               | =                          | Tourenwagen 1:10 2WD      | Tourenwagen 1:10 4WD |
| 2008 | Stefan Hanauer                | Jörg Waeldle                    | Dirk Wischnewski           | Heinz Wächs               | Ralf Vahrenkamp      |
| 2007 | Robert Pietsch                | Dominik Mayer                   | Robert Pietsch             | Heinz Wächs               | Friedrich Röhrs      |
| 2006 | Oliver Mack                   | Martin Henschel                 | Michael Salven             | Klaus Lechner             | Jürgen Stark         |
| 2005 | Michael Salven                | Manfred Glas                    | Michael Salven             | Hans-Bertram Keßler       | Jens Stark           |
| 2004 | Oliver Mack                   | Eric Dankel                     | Michael Salven             | Michael Heinrich          | Friedrich Röhrs      |
| 2003 | Robert Pietsch                | Jan Dankel                      | Temu Saarinen              | Armin Baier               | Carsten Steinhäuser  |
| 2002 | Karl-Heinz Meister            | Andreas Theis Andreas Dambacher | Temu Saarinen              | Heinz Wächs               | Jürgen Stark         |
| 2001 | Michael Salven                | Matthias Kotte                  | Andreas Giesa              | Uwe Baldes                | Guido Kage           |
| 2000 | Michael Salven                | Sebastian Wagner                |                            | Christoph Pietsch         | Jörg Baldes          |
| 1999 | Michael Salven                | Markus Kany                     |                            | Andreas Hammerl           | Sabine Randzio       |
| Jahr | VG1/8 Kl. 1 (1:8 Sport Kl. 1) | VG1/8 Kl. 2 (1:8 Sport Kl. 2)   |                            | VG1/10 2WD                | VG1/10 4WD           |
| 1998 | Michael Salven                | Patrick Wallisch                |                            | Bertram Keßler*           | Sabine Randzio*      |
| Jahr | =                             | =                               |                            | VG1/10                    | -                    |
| 1997 | Michael Salven                | Patrick Wallisch                |                            | Helge Gerdes*             |                      |
| Jahr | VG-S (1:8 Sport Super)        | VG-S (1:8 Sport A)              |                            | =                         |                      |
| 1996 | Oliver Mack                   | Alexander Kaiser                |                            | Alexander Kaiser*         |                      |
| Jahr | Sport 1:8                     | Tourenwagen 1:8 B               | Tourenwagen 1:8 C          |                           |                      |
| 1995 | Michael Salven                | Danyel-G. Glowatzki             | Heiner Lütgert             |                           |                      |
| Jahr |                               | Tourenwagen 1:8                 | Formel 1:8                 | Hobby/Standard 1:8        |                      |
| 1994 | Claus Engel                   | Oliver Semmler                  |                            |                           |                      |
| 1993 | Michael Salven                | Oliver Semmler                  |                            |                           |                      |
| 1992 |                               | Alfred Wierer                   | Michael Salven             |                           |                      |
| 1991 | Michael Salven                | Jürgen Metz                     |                            |                           |                      |
| 1990 | Claus Engel                   | Alois Inninger                  |                            |                           |                      |
| 1989 | Oliver Mack                   | Th. Dittewig                    |                            | Wolfgang Meier            |                      |
| 1988 | Jürgen Bähr                   | Wolfgang Meier                  |                            | Wolfgang Meier            |                      |
| 1987 | Jürgen Bähr M. Mielke         | Georg Göhlich                   |                            | Reinhard Tiedtke          |                      |
| 1986 | Hans-Bertram Keßler           | Reiner Betsch                   |                            | Klaus-Günter Freund       |                      |
| 1985 | Jürgen Bähr                   | Hans-Bertram Keßler             | Michael Salven             | Werner Vogel              |                      |
| 1984 | Jürgen Bähr                   | Robert Hoffmann                 | Michael Mielke             |                           |                      |
| 1983 | Jürgen Bähr                   | Michael Salven                  | Jürgen Bähr                |                           |                      |
| 1982 | Franz Gröschl                 | Stefan Kaser                    | Franz Gröschl              |                           |                      |
| 1981 | Klaus Höschen                 | R. Schein                       | Klaus Höschen              |                           |                      |
| 1980 | Reiner Zimmer                 | Dieter Stückel                  | Reiner Zimmer              |                           |                      |
| 1979 | Rainer Heller                 | Alfred Schön                    | Jochen Naser               |                           |                      |
| 1978 | Karlheinz Will                | Manfred Hoyer                   | Jochen Naser               |                           |                      |
| 1977 | Fred Knettenbrech             | Manfred Hoyer                   | Fred Knettenbrech          |                           |                      |
| 1976 | Karlheinz Will                |                                 |                            |                           |                      |
| 1975 | Karlheinz Will                |                                 |                            |                           |                      |
| Jahr | Monoposto Klasse 1            | Monoposto Klasse 2              | GT Klasse 1                | GT Klasse 2               | Freie Klasse         |
| 1974 | G. Schmidt                    | R. Zimmer                       | Frenz                      |                           | R. Zimmer            |
| 1973 | M. Kob                        | H. Beghin                       | J. Naser                   | R. Zimmer                 |                      |
| 1972 | Korfmacher                    | H. Link                         | H.-J. Maassen              | H.-J. Maassen             |                      |
| Jahr | Klasse 1                      | Klasse 2                        | Klasse 3                   |                           |                      |
| 1971 | Udo Eyers                     | H.-J. Schnellen                 | Dr. Hans Feldmann          |                           |                      |

* Deutschlandcup
| Jahr | Klasse                          | Fahrer           |
| ---- | ------------------------------- | ---------------- |
| 2004 | Tourenwagen 1:10 Scale Standard | Mirco Thalheimer |
| 2003 | Tourenwagen 1:10 Scale Standard | Reto König       |

### Verbrenner Off-Road
| Jahr | OR8 (1:8 2WD/4WD)               | 1:8 Truggy (ORT)    | OR6/2WD (1:6 2WD) | OR6/4WD (1:6 4WD) | OR6/SC4 (1:6 Short Course) |
| ---- | ------------------------------- | ------------------- | ----------------- | ----------------- | -------------------------- |
| 2022 | Burak Kilic                     | Berkan Kilic        |                   |                   |                            |
| 2021 | -                               | -                   | -                 | -                 | -                          |
| 2020 | -                               | -                   | -                 | -                 | -                          |
| 2019 | Burak Kilic                     | Micha Widmaier      | Michael Herbers   | Sven Rodewald     | Heiko Bader                |
| 2018 | Jörn Neumann                    | Burak Kilic         | Luke van den Berg | Sven Rodewald     | Necdet Yaman               |
| 2017 | Micha Widmaier                  | Ronny Schiffner     | Michael Stehli    | Sven Rodewald     | Uwe Neumann                |
| 2016 | Jörn Neumann                    | Alex Schmitt        | Michael Stehli    | Ertugrul Tiryaki  | Jan Scheurer               |
| 2015 | Marvin Fritschler               | Hannes Käufler      | Michael Stehli    | Ertugrul Tiryaki  | -                          |
| 2014 | Martin Bayer                    | Burak Kilic         | Michael Stehli    | Ertugrul Tiryaki  |                            |
| 2013 | Martin Bayer                    | Marcel Paul         | Mark Grindat      | Ertugrul Tiryaki  |                            |
| 2012 | Jörn Neumann                    | Philipp Guschl      | Alexander Schmitt | Dirk Tellermann   |                            |
| 2011 | Daniel Reckward                 | Carten Keller       | Alexander Schmitt | Marc Kreisig      |                            |
| 2010 | Hupo Honigl                     | Daniel Reckward     | Alexander Schmitt | Michael Keß       |                            |
| 2009 | Jörn Neumann                    | Tim Bremicker       | Michael Keß       | Ertugrul Tiryaki  |                            |
| 2008 | Tim Bremicker                   |                     | Michael Keß       |                   |                            |
| 2007 | Philipp Guschl                  |                     | Hannes Käufler    |                   |                            |
| 2006 | Daniel Reckward                 |                     | Hannes Käufler    |                   |                            |
| 2005 | Daniel Reckward                 |                     | Jürgen Hofer      |                   |                            |
| 2004 | Patrick Feschtschenko           |                     | Hannes Käufler    |                   |                            |
| 2003 | Daniel Reckward                 |                     | Christian Warda   |                   |                            |
| 2002 | Daniel Reckward                 |                     | Thomas Genzel     |                   |                            |
| 2001 | Markus Feldmann                 |                     | Thomas Hofer      |                   |                            |
| 2000 | Daniel Reckward Markus Feldmann |                     | Thomas Hofer      |                   |                            |
| 1999 | Daniel Reckward                 |                     | Roger Kaißner     |                   |                            |
| Jahr | OR1/8 (1:8 2WD/4WD)             |                     | OR1/6             |                   |                            |
| 1998 | Daniel Reckward                 |                     | Wilfried Wiebe    |                   |                            |
| 1997 | Markus Feldmann                 |                     | Walter Türk       |                   |                            |
| 1996 | Daniel Reckward                 |                     | Rafael Claus      |                   |                            |
| 1995 | Stefan Danz                     |                     | Wilfried Wiebe    |                   |                            |
| 1994 | Daniel Reckward                 |                     | Walter Türk       |                   |                            |
| 1993 | Kurt Hagmann                    |                     | Jürgen Vogel      |                   |                            |
| 1992 | M. Reckward                     |                     |                   |                   |                            |
| 1991 | Erwin Weinmann                  |                     |                   |                   |                            |
| Jahr | =                               | Off-Road 1:8 2WD    |                   |                   |                            |
| 1990 | M. Reckward                     | Klaus-Jürgen Koch   |                   |                   |                            |
| 1989 | M. Mielke                       | Willi Günther       |                   |                   |                            |
| 1988 | A. Hambüchen                    | Klaus-Jürgen Koch   |                   |                   |                            |
| 1987 | Thomas Genzel                   | Siegfried Hötschick |                   |                   |                            |
| 1986 | M. Mielke                       | Robert Linnemann    |                   |                   |                            |
| 1985 | Michael Mielke                  | Hans-Jörg Pistor    |                   |                   |                            |
| 1984 | Hans-J. Böttcher                | Axel Cenkewicz      |                   |                   |                            |
| Jahr | Off-Road 1:8                    |                     |                   |                   |                            |
| 1983 | Manfred Weis                    |                     |                   |                   |                            |
| 1982 | Bernd Ziegler                   |                     |                   |                   |                            |

### Großmodelle Verbrenner Glattbahn
| Jahr | VG5TW             | VG5GT             | VG5F1                |
| ---- | ----------------- | ----------------- | -------------------- |
| 2024 | Tom Haccke        | Marcus Oppenhorst | Bernd Cronert        |
| 2023 | Maximilian Hornig | Marcus Oppenhorst | Stefan Israel        |
| Jahr | =                 | VG5ST             | =                    |
| 2022 | Michael Donovan   | Marcus Oppenhorst | Silvio Böhmichen     |
| 2021 | Maximilian Hornig | Christian Weber   | Rene Genuit          |
| 2020 | -                 | -                 | -                    |
| Jahr | VG5TWMO           | VG5TWST           | =                    |
| 2019 | Günter Honert     | Robert Franicevic | Markus Michelsberger |
| 2018 | Markus Feldmann   | Ralf Kiesele      | Timo Nau             |
| 2017 | Marco Weigerding  | Kevin Schug       | Martin Mittelstädt   |
| 2016 | Günter Honert     | Silvio Böhmichen  | Ernst Utz            |
| 2015 | Marco Weigerding  | André Nakaten     | Martin Mittelstädt   |
| Jahr | =                 | VG5HOBBY          | =                    |
| 2014 | Markus Feldmann   | Michael Keß       | Günther Honert       |
| 2013 | Markus Feldmann   | Michael Keß       | Clark Wohlert        |
| 2012 | Guido Ruster      | Claus Denzel      | Jörg Schummer        |
| 2011 | Markus Feldmann   | Christian Göhler  | Clark Wohlert        |
| 2010 | Markus Feldmann   | Marco Weigerding  | Günther Honert       |
| 2009 | Markus Feldmann   | Max Johenneken    | Markus Feldmann      |
| 2008 | Markus Feldmann   | Simon Hansen      | Max Körner           |
| 2007 | Markus Feldmann   | Stefan Honert     | Markus Feldmann      |
| 2006 | Markus Feldmann   | Stefan Honert     | Markus Feldmann      |
| 2005 | Jennifer Bernauer | Robert Agthen     | Markus Feldmann      |
| 2004 | Markus Feldmann   | -                 | Clark Wohlert        |
| 2003 | Markus Feldmann   | -                 | Clark Wohlert        |
| 2002 | Markus Feldmann   | -                 | -                    |
| 2001 | Markus Feldmann   | -                 | -                    |
| 2000 | Flavio Budulig    | -                 | -                    |
| 1999 | Markus Feldmann   | -                 | -                    |
| Jahr | VG-TW 1:4         | VG-TW 1:5         | -                    |
| 1998 | Achim Bald        | -                 | -                    |
| 1997 | Rudolf Mock       | Carlo Seibert     | -                    |
| 1996 | Achim Bald        | Peter Preisinger  | -                    |
| 1995 | Michael Mielke    | Carlo Seibert     | -                    |
| 1994 | Flavio Budulig    | Thomas Genzel     | -                    |
| 1993 | -                 | Hermann Raith*    | -                    |

* Deutsche Trophäe

### Elektro Glattbahn
Im Bereich Elektro Glattbahn werden deutsche Meisterschaften für Pan-Cars (EA, EB, Pro 10), sowie für Tourenwagen (TW) und Formel-Autos angeboten.

#### Pan-Car 1:12 und 1:10, sowie Formel
| Jahr | EA (1:12 Expert)  | EB (1:12 Standard)                       | EGPRO10 (1:10 PRO 10) | EGPRO10SP (1:10 PRO 10 Sport) | EGF1 (1:10 Formel)    |
| ---- | ----------------- | ---------------------------------------- | --------------------- | ----------------------------- | --------------------- |
| 2024 | Markus Mobers     | Thomas Stenger                           | Tim Altmann           | Lukas Niederer                | Thomas Stenger        |
| 2023 | Jan Ratheisky     | Max Mächler                              | Tim Altmann           | Koen Geurds                   | Jan Ratheisky         |
| 2022 | -                 | -                                        | Tobias Weist          | Kai Altmann                   | Jan Ratheisky         |
| 2021 | -                 | -                                        | Tim Altmann           | Matthias Feldt                | David Ehrbar          |
| 2020 | -                 | -                                        | Tim Altmann           | Timo Schad                    | -                     |
| 2019 | Markus Mobers     | Thomas Stenger                           | Tobias Weist          | Joachim Behnken               | Jan Ratheisky         |
| 2018 | Daniel Sieber     | Moritz Hilbert                           | Tim Altmann           | Erwin Peters                  | David Ehrbar          |
| 2017 | Daniel Sieber     | Ollie Payne                              | Timo Schad            | Andy Dick                     | Alexander Stocker     |
| 2016 | Markus Mobers     | Robert Klier                             | Tim Altmann           | -                             | Robert Klier          |
| 2015 | Markus Mobers     | Jan Rettke                               | Tim Altmann           | -                             | -                     |
| 2014 | Markus Mobers     | Moritz Hilbert                           | Tobias Weist          | -                             | -                     |
| 2013 | Daniel Sieber     | Moritz Hilbert                           | Tim Altmann           | -                             | -                     |
| 2012 | Markus Mobers     | Rico Kröber                              | Dominic Greiner       | -                             | -                     |
| 2011 | Marc Fischer      | Dominik Reschke                          | Jan Ratheisky         | -                             | -                     |
| 2010 | Ronald Völker     | André Efler                              | Werner Bergbauer      | -                             | -                     |
| Jahr | =                 | =                                        | =                     |                               |                       |
| 2009 | Marc Fischer      | Alexander Stocker                        | Tim Altmann           | -                             | -                     |
| 2008 | Marc Fischer      | Jan Ratheisky                            | Tim Altmann           | -                             | -                     |
| Jahr | =                 | =                                        | =                     |                               | Formel 1 1:10         |
| 2007 | Markus Mobers     | Florian Bernklau                         | Ralf Boos             | -                             | Daniel Wohlgemuth     |
| 2006 | Markus Mobers     | Peter Kiefer                             | Bernhard Bopp         | -                             | Niklas Engelmann      |
| 2005 | Markus Mobers     | Patrick Dern                             | Peter Schulz-Novak    | -                             | Christopher Grimm     |
| 2004 | Markus Mobers     | René Püpke                               | René Püpke            | -                             | Peter Plümacher       |
| 2003 | Markus Mobers     | Christian Donath                         | Bernhard Bopp         | -                             | Peter Plümacher       |
| 2002 | Markus Mobers     | Jens Schmutzler                          | Robert Klier          | -                             | Robert Klier          |
| 2001 | Markus Mobers     | Dominique Waldmann                       | Markus Mobers         | -                             | Bernhard Bopp         |
| 2000 | Markus Mobers     | Alexander Stocker                        | Markus Mobers         | -                             | André Efler           |
| 1999 | Markus Mobers     | Michael Lipperheide                      | Markus Mobers         | -                             | Markus Mobers         |
| Jahr | =                 | =                                        | EG1/10 (1:10 PRO 10)  |                               | EGF1/10 (1:10 Formel) |
| 1998 | Reto König        | Alexander Stocker                        | Marek Kaminski        | -                             | Zivorad Bojovic       |
| 1997 | Markus Mobers     | Joachim Grauer                           | Martin Fliessbach     | -                             | Markus Mobers         |
| 1996 | Markus Mobers     | Markus Mobers                            | Markus Mobers         | -                             |                       |
| 1995 | Markus Mobers     | Ralf Helbing                             | Ralf Helbing          | -                             |                       |
| 1994 | Ralf Helbing      | Martin Fliessbach                        | Martin Fliessbach     | -                             |                       |
| 1993 | Markus Mobers     | Martin Fliessbach                        | Martin Fliessbach     | -                             |                       |
| 1992 | Ralf Krause       | Ralf Helbing                             | Ralf Krause           | -                             |                       |
| 1991 | Christian Keil    | Ralf Helbing                             | Martin Fliessbach     | -                             |                       |
| 1990 | Christian Keil    | Ralf Helbing                             | Thomas Peter          | -                             |                       |
| 1989 | Jürgen Lautenbach | Ralf Helbing                             | -                     | -                             |                       |
| 1988 | Christian Keil    | Ralf Helbing Martin Fliessbach           | -                     | -                             |                       |
| 1987 | Christian Keil    | Jürgen Lautenbach                        | -                     | -                             |                       |
| 1986 | Christian Keil    | Christian Keil                           | -                     | -                             |                       |
| 1985 | Stephan Pohl      | Stefan Köhler                            | -                     | -                             |                       |
| 1984 | Hans Klier        | Stephan Kaske                            | -                     | -                             |                       |
| 1983 | Christian Keil    | Hoffmann                                 | -                     | -                             |                       |
| 1982 | Hans Klier        | Hans Klier                               | -                     | -                             |                       |
| 1981 | Hans Klier        | R. Weiss G. Werner Uwe Dörner Hans Klier | -                     | -                             |                       |
| 1980 | Hans Klier        | A. Rausch                                | -                     | -                             |                       |

#### Tourenwagen 1:10
| Jahr | EGTWMO (Modified)         | EGTWSP (Sport)                   | EGTWHO (Hobby)           | EGTWFR (FWD)    | EGTWFUN         |
| ---- | ------------------------- | -------------------------------- | ------------------------ | --------------- | --------------- |
| 2024 | Sören Sparbier            | Max Mächler                      | Mirco Thalheimer         | Roman Borschel  | -               |
| 2023 | Ronald Völker             | Simon Lauter                     | Daniel Pöhlmann          | Daniel Pöhlmann | Sascha Knodel   |
| 2022 | Marc Rheinard             | Simon Lauter                     | Daniel Pöhlmann          | Roman Borschel  | Sascha Knodel   |
| 2021 | Ronald Völker             | Tim Benson                       | Philip Richter           | Stefan Schulz   | Andreas Alsdorf |
| 2020 | -                         | -                                | -                        | -               | -               |
| 2019 | Ronald Völker             | Martin Hofer                     | Uwe Korthaneberg         | -               | Stefan Kunze    |
| 2018 | Ronald Völker             | Max Mächler                      | Joachim Altenhof         | -               | -               |
| 2017 | Marc Rheinard             | Martin Hofer                     | Jens Brüstle             |                 |                 |
| 2016 | Ronald Völker             | Max Mächler                      | Joachim Altenhof         |                 |                 |
| 2015 | Marc Fischer              | Daniel Wohlgemuth                | Jens Brüstle             |                 |                 |
| 2014 | Ronald Völker             | Jan Ratheisky                    | Christian Wehrmann       |                 |                 |
| 2013 | Ronald Völker             | Daniel Wohlgemuth                | Uwe Kortehaneberg        |                 |                 |
| 2012 | Ronald Völker             | Tobias Vogel                     | Tim Kohmann              |                 |                 |
| 2011 | Marc Fischer              | André Schäfer                    | Majuran Tharmalingam     |                 |                 |
| 2010 | Ronald Völker             | Alexander Stocker                | Tim Schwarz              |                 |                 |
| Jahr | =                         | Tourenwagen 1:10 schmal Standard |                          |                 |                 |
| 2009 | Christopher Krapp         | Alexander Stocker                | Tobias Brunke            |                 |                 |
| 2008 | Marc Fischer              | Alexander Stocker                | Albrecht Schacht*        |                 |                 |
| Jahr | =                         | =                                | Tourenwagen 1:10 breit   |                 |                 |
| 2007 | Marc Fischer              | Patrick Pasch                    | Gunther Bechler          |                 |                 |
| 2006 | Ronald Völker             | Florian Bernklau                 | Patrick Gassauer         |                 |                 |
| 2005 | Toni Rheinard             | Thomas Günsel                    | Bernd Haas               |                 |                 |
| 2004 | Marc Rheinard             | Nils Kercher                     | Patrick Gassauer         |                 |                 |
| 2003 | Benjamin Gröschel         | Joel Voß                         | Bernd Haas               |                 |                 |
| 2002 | Marc Rheinard             | Joel Voß                         | Markus Fost              |                 |                 |
| 2001 | Sascha Falter             |                                  | Markus Fost              |                 |                 |
| 2000 | Markus Fost               |                                  | Christian Landinger      |                 |                 |
| 1999 | Christian Wittke          |                                  | Ralf Helbing             |                 |                 |
| Jahr | TW1/10sc (1:10 TW schmal) | -                                | TW1/10br (1:10 TW breit) |                 |                 |
| 1998 | Ralf Helbing              |                                  | Ralf Helbing             |                 |                 |
| 1997 | Ralf Helbing              |                                  | Benjamin Gröschel        |                 |                 |

#### Tourenwagen 1:10 Indoor
In den Jahren 2002 bis 2015 wurde für die Tourenwagen (TW) 1:10 Elektro eine extra Indoor-Meisterschaft abgehalten.
| Jahr | HEGTWMO (TW 1:10 Modified) | HEGTWSP (TW 1:10 Sport)        | HEGTWHO (TW 1:10 Hobby) |
| ---- | -------------------------- | ------------------------------ | ----------------------- |
| 2015 | Marc Rheinard              | Valentin Hettrich              | Jochen Janik            |
| 2014 | Dominik Fleischmann        | Valentin Hettrich              | Oliver Günther          |
| 2013 | Yannic Prümper             | Tobias Vogel                   | Özer Yürüm              |
| 2012 | Ronald Völker              | Daniel Wohlgemuth              | Majuran Tharmalingam    |
| 2011 | Ronald Völker              | Daniel Wohlgemuth              | Christian Wehrmann      |
| 2010 | Ronald Völker              | Eric Dankel                    |                         |
| Jahr | =                          | TW 1:10 schmal Standard Indoor |                         |
| 2009 | Ronald Völker              | Eric Dankel                    |                         |
| 2008 | Ronald Völker              | Dominik Reschke                |                         |
| Jahr | =                          | =                              |                         |
| 2007 | Ronald Völker              | Heinz Kalinowski               |                         |
| 2006 | Marc Rheinard              | Thomas Günsel                  |                         |
| 2005 | Marc Rheinard              | Yannic Prümper                 |                         |
| 2004 | Marc Rheinard              | Dennis Kalinowski              |                         |
| 2003 | Marc Rheinard              | Bernhard Bopp                  |                         |
| 2002 | Alexander Stocker          | Bernhard Bopp                  |                         |

* Deutschlandcup

#### Andere
| Jahr | Klasse                | Fahrer            |
| ---- | --------------------- | ----------------- |
| 2007 | Pan-Car 1:12 19 Turns | Oliver Dörke      |
| 1992 | Motorrad 1:8          | Manfred Hallmann  |
| 1991 | Motorrad 1:8          | Klaus-Jürgen Koch |

### Elektro Off-Road
Die erste deutsche Meisterschaft für Off-Road-Elektro-Fahrzeuge (kurz ORE) wurde 1984 ausgetragen und wurde von Michael Kleinhaus gewonnen. Zur Saison 1991 wurde die Klasse aufgesplittet. So gab es nun separate Meisterschaften für 2WD-Buggies (ORE2WD) und 4WD-Buggies (ORE4WD). 2001 wurden zusätzlich zu diesen Klassen ORE2WDST und ORE4WDST mit schwächerer Motorisierung eingeführt.
Für die Truggies wurde ab 1997 eine Meisterschaft angeboten. Diese wurden im DMC-Bereich als Monster Trucks bezeichnet (OREMON). Diese Klasse wurde von der Monster modified (OREMONM, ORETR2 ab 2016) mit stärkerer Motorisierung abgelöst.
| Jahr | ORE2WD                | ORE2WDST               | ORE4WD            | ORE4WDSTD         | ORETR2 (Truggy 1:10 2WD)   | -                  |
| ---- | --------------------- | ---------------------- | ----------------- | ----------------- | -------------------------- | ------------------ |
| 2022 | Tim Dübel             | Mirko Morgenstern      | Jörn Neumann      | Tim Kunz          | Jörn Neumann               | -                  |
| 2021 | Jörn Neumann          | Mirko Morgenstern      | Marcel Schneider  | Mick Burbach      | Jörn Neumann               | -                  |
| 2020 | -                     | -                      | -                 | -                 | -                          | -                  |
| 2019 | Jörn Neumann          | Max Montermann         | Jörn Neumann      | Tim Kunz          | Jörn Neumann               | -                  |
| 2018 | Jörn Neumann          | Mirko Morgenstern      | Jörn Neumann      | Thorsten Schmitz  | Jörn Neumann               | -                  |
| 2017 | Marcel Schneider      | Jürgen Kropp           | Luca Rau          | Mirko Morgenstern | Jörn Neumann               | -                  |
| 2016 | Jörn Neumann          | Michael Rybski         | Jörn Neumann      | Ralf Wilkenloh    | Jörn Neumann               | -                  |
| Jahr | =                     | =                      | =                 | =                 | OREMONM (Monster 1:10 2WD) | OREMON             |
| 2015 | Swen Lauber           | Patrick Beltrallo      | Jörn Neumann      |                   | Tim Hinderer               | -                  |
| 2014 | Jörn Neumann          | Daniel Laubach         | Jörn Neumann      | Gerd Strenge      | Florian Eberhard           | -                  |
| 2013 | Oliver Scholz         | Mirko Morgenstern      | Jörn Neumann      |                   | Kim Sitensky               | -                  |
| 2012 | Oliver Scholz         | Marc Schilling         | Jörn Neumann      |                   | Marcus Lübke               | -                  |
| 2011 | Jörn Neumann          | André Klink            | Jörn Neumann      | Eberhard Beck     | Lucas Wessel               | Dennis Funck       |
| 2010 | Jörn Neumann          | Lucas Wessel           | Jörn Neumann      | Eberhard Beck     | Markus Metsch              | Florian Eberhard   |
| 2009 | Benjamin Gröschel     | Luca Jost              | Benjamin Gröschel | Eberhard Beck     | Marcus Lübke               | Tobias Clemens     |
| 2008 | Jörn Neumann          | Christian Stangelmeier | Jörn Neumann      | Mirko Johne       | Kim Sitensky               | Daniel Barhou      |
| 2007 | Benjamin Gröschel     | Phillip Bulling        | Benjamin Gröschel | Eberhard Beck     | Jörn Neumann               | Andreas Kilian     |
| 2006 | Jörn Neumann          | Gerd Strenge           | Jörn Neumann      |                   | Jürgen Kropp               | Setyo-Budi Hartono |
| 2005 | Benjamin Gröschel     | Thomas Müller          | Jörn Neumann      | Eberhard Beck     | Kim Sitensky               | Setyo-Budi Hartono |
| 2004 | Benjamin Gröschel     | Phillip Bulling        | Marcus Lübke      | Eberhard Beck     | Kim Sitensky               | Gerd Strenge       |
| 2003 | Benjamin Gröschel     | Jörn Neumann           | Marcus Fost       | Ralf Mangold      | Marcus Lübke               | Jörn Neumann       |
| 2002 | Benjamin Gröschel     | Peter Schulze-Nowak    | Kim Sitensky      | Jörn Neumann      | Patrick Feschtschenko      | Jörn Neumann       |
| 2001 | Marcus Lübke          | Steffen Kirchner       | Marcus Lübke      | Eberhard Beck     | Patrick Feschtschenko      | Steffen Fechner    |
| 2000 | Benjamin Gröschel     |                        | Marcus Lübke      |                   |                            | Alexander Rönisch  |
| 1999 | Kim Sitensky          |                        | Tadzio Mocniak    |                   |                            | Dirk Dauchenbeck   |
| 1998 | Benjamin Gröschel     |                        | Sascha Falter     |                   |                            | Gerd Strenge       |
| 1997 | Michael Gaul          |                        | Sascha Falter     |                   |                            | Zoltan Csaki       |
| 1996 | Holger Rabenseifner   |                        | Sascha Falter     |                   |                            | -                  |
| 1995 | Thomas Jeschek        |                        | Sascha Falter     |                   |                            |                    |
| 1994 | Patrick Feschtschenko |                        | Sascha Falter     |                   |                            |                    |
| 1993 | Udo Michel            |                        | Sascha Falter     |                   |                            |                    |
| 1992 | Jürgen Bonengel       |                        | Sascha Falter     |                   |                            |                    |
| 1991 | Andreas Hirsch        |                        | Jürgen Lautenbach |                   |                            |                    |
|      | Offroad 1:10          |                        |                   |                   |                            |                    |
| 1990 | Stephan Oberle        |                        |                   |                   |                            |                    |
| 1989 | Jürgen Lautenbach     |                        |                   |                   |                            |                    |
| 1988 | Werner Bergbauer      |                        |                   |                   |                            |                    |
| 1987 | Klaus Wilhelm         |                        |                   |                   |                            |                    |
| 1986 | Jürgen Metz           |                        |                   |                   |                            |                    |
| 1985 | Stephan Kaske         |                        |                   |                   |                            |                    |
| 1984 | Michael Kleinhaus     |                        |                   |                   |                            |                    |

2012 wurde für die immer populärer werdenden Short-Course-Trucks die Klassen ORESC2 und ORESC4 geschaffen. Auch die Klassen OR8 und ORT aus der Verbrenner-Sektion bekamen ihr Pendant mit elektronischer Motorisierung.
| Jahr | ORESC2 (Short Course 2WD) | -                         | ORE8 (Buggy 1:8)   | ORET (Truggy 1:8) |
| ---- | ------------------------- | ------------------------- | ------------------ | ----------------- |
| 2023 | -                         | -                         | Kilic Berkan       |                   |
| 2022 | -                         | -                         | Jörn Neumann       | Guido Erler       |
| 2021 | -                         | -                         | Burak Kilic        | -                 |
| 2020 | -                         | -                         | -                  | -                 |
| 2019 | -                         | -                         | Jörn Neumann       | Micha Widmaier    |
| 2018 | -                         | -                         | Micha Widmaier     | Johannes Wagner   |
| 2017 | Jürgen Kropp              | -                         | Laurin Czypulowski | Stev Krause       |
| 2016 | Sebastian Honscha         | -                         | -*                 | Udo Oehler        |
| Jahr | =                         | ORESC4 (Short Course 4WD) | =                  | =                 |
| 2015 | Sebastian Honscha         | Jörn Neumann              | Marvin Fritschler  | Tim Hinderer      |
| 2014 | Sebastian Honscha         | Jörn Neumann              | Steven Schöniger   | Thorsten Müller   |
| 2013 | Kim Sitensky              | Jörn Neumann              | Carsten Keller     | Thorsten Müller   |
| 2012 | Marcus Lübke              | Jörn Neumann              | Daniel Reckward    | Jörn Neumann      |

* Meisterschaftsrennen wetterbedingt abgebrochen, kein Titel vergeben